# Kostel svatého Jiří (Vrané nad Vltavou)
Kostel svatého Jiří ve Vraném nad Vltavou je nevelká barokní stavba. Nachází se v ulici V Zídkách na malém návrší ve východní části obce Vrané nad Vltavou. Kostel svatého Jiří patří do Zbraslavské farnosti. Je chráněn jako kulturní památka České republiky.

## Popis

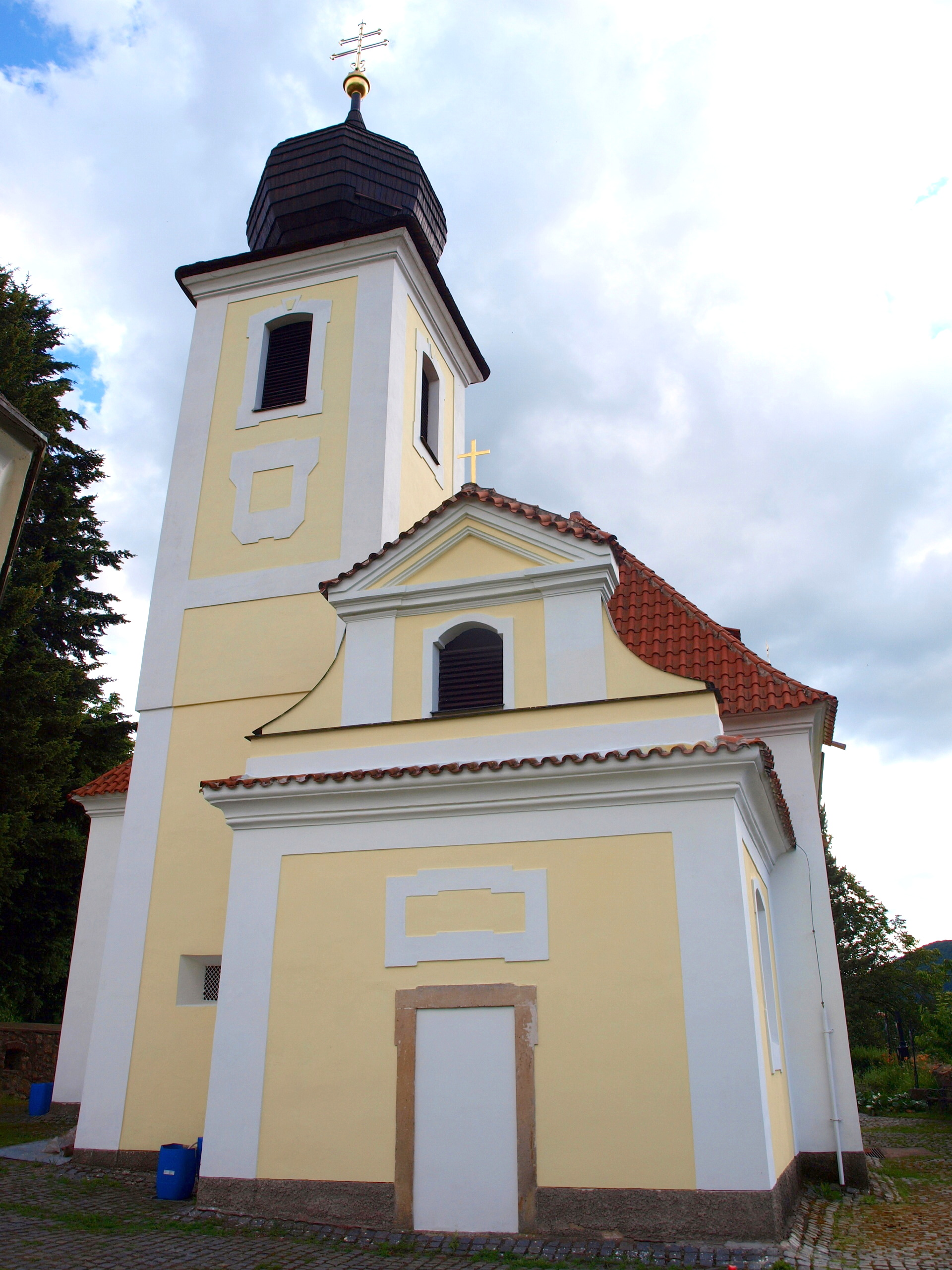
Pohled na kostel od severu

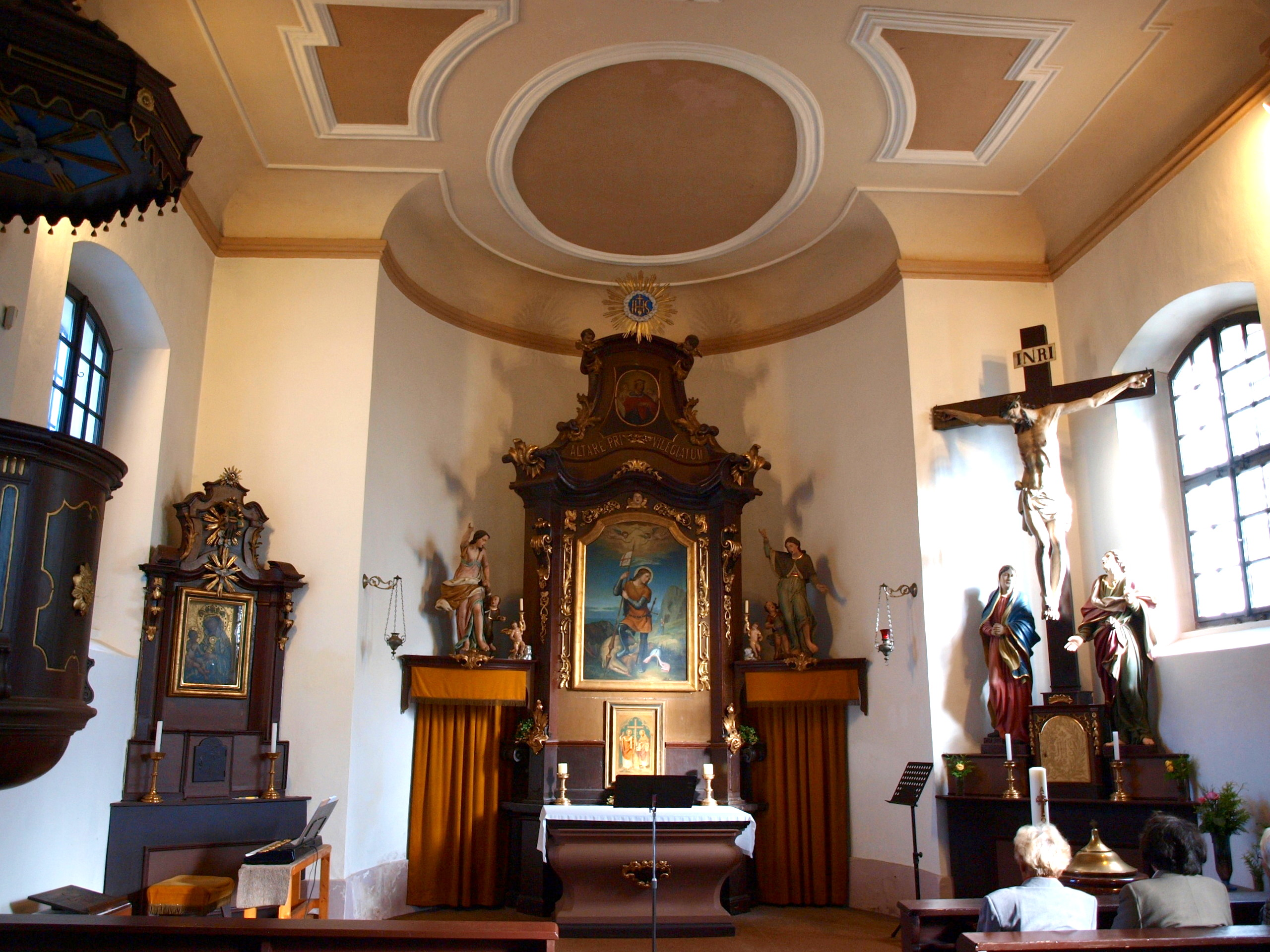
Oltář kostela svatého Jiří

Jde o nevelkou jednolodní stavbu s věží na severní straně. Věž bývala zakončena gotickým jehlanem, (jak je patrno z Altmanova panoramatu Vltavy z roku 1641).

## Dějiny kostela
Poprvé je kostelík zmíněn již v zakládací listině Břevnovského kláštera a první přímé zprávy o zdejším kostele jsou z roku 1352. Původní románskou stavbu připomíná polokruhová apsida s presbytářem na východní straně, a také zachované románské pískovcové ostění v sakristii při vstupu do věže.
Svou barokní podobu dostal kostel při přestavbě v 17. století, a to nejpozději do roku 1692, o čemž svědčí nápis na mramorové kropence. V té době věž dostala novou cibulovitou báň pokrytou šindeli, jež ji zdobí dodnes.
V devadesátých letech 20. století byly opraveny fasády, kopule a střecha kostela s křížem, který byl pozlacen. Dále bylo opraveno věžní schodiště a s blížícími se oslavami tisíciletému výročí vzniku obce, byl opraven interiér kostela.

## Interiér
Z období baroka je rovněž oltář, nad nímž je obraz sv. Jiří, zabíjejícího saň. Také původní varhany, zřejmě z doby barokní přestavby kostela, byly nahrazeny novými v roce 1853. Dnes jsou v kostele dvoumanuálové varhany od firmy Medřický z Kutné Hory z roku 1942.
Kostelík měl původně čtyři zvony: svatého Jiří (z roku 1663, přelit roku 1842, 90 kg), svatou Markétu (z roku 1663, v roce 1915 přelit, 68,5 kg),, svatou Trojici (z roku 1888, 83,5 kg) a svatého Františka Xavera (z roku 1888, 29 kg), ty však byly za první světové války v roce 1917 zabaveny a tři z nich také zrekvírovány, na své místo se vrátila pouze svatá Markéta v roce 1919. Ta přečkala dokonce i druhou světovou válku, kdy se zvony také zabavovaly pro vojenské účely.

## Okolí kostela a márnice

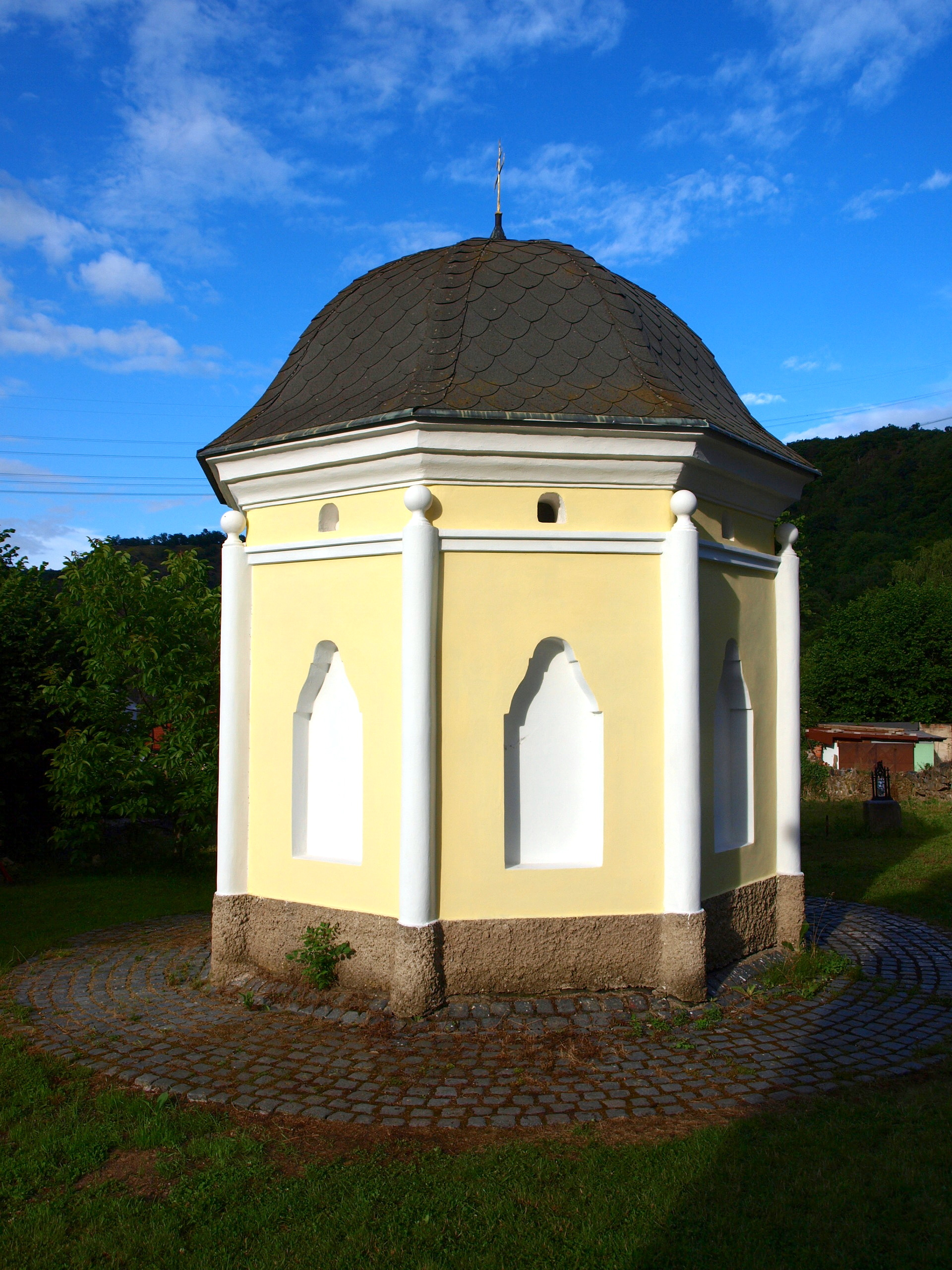
Barokní márnice u kostela

Kostel stojí na upraveném travnatém pozemku s dlážděnou cestičkou a ze všech stran jej obklopují náhrobky starého hřbitova. Na něm je několik náhrobků místních obyvatel, včetně farářů a jednoho novorozeněte. Hřbitov se dnes již nepoužívá.
Na severní straně v těsném sousedství kostela stojí osmiboká barokní márnice, ta však již také neplní svůj původní účel a dnes slouží již jen pro skladování nářadí pro potřeby údržby kostela a okolních pozemků.

## Využití
Kromě bohoslužeb se konají v kostelíku i hudební koncerty, a také se tam dějí různé prohlídky.